# Refuerzo intermitente
El refuerzo intermitente es un concepto psicológico estudiado por la psicología del comportamiento arraigado con la teoría del condicionamiento operante, desarrollada por el psicólogo estadounidense B.F. Skinner. Se produce cuando ante una situación repetitiva hay recompensas (refuerzo positivo) inconstantes y esporádicas para una persona. Es decir, compensaciones de conducta que se dan ocasionales e imprevisibles; por lo que pueden mantener al individuo indefinidamente esperanzado para la próxima recompensa.

## El refuerzo intermitente en las relaciones de pareja
Haciendo referencia en el ámbito de relaciones de pareja, el refuerzo intermitente es un tipo de maltrato psicológico y abuso emocional ejercida por una de las partes hacia la otra con intención dañina, que puede generar confusión a la persona maltratada y dependencia emocional de esta hacia la persona maltratadora. 
El refuerzo intermitente se define como el "tira y afloja", es decir, la alternancia entre situaciones agradables y desagradables. En otras palabras, se trata de la variación continua entre calidez y frialdad, entre amor y negligencia, generando así un entorno constantemente impredecible para la víctima. 
Este tipo de maltrato silente deviene una de las posibles expresiones de violencia que se lleva a cabo en una relación de maltrato psicológico prolongado, que no tiene porque ir relacionada intrínsecamente con la existencia de un maltrato físico; y por ende, podemos encontrar ambos tipos de maltrato. En estos casos, la violencia física suele surgir cuando una de las partes se resiste a la violencia psicológica; frecuentemente en situaciones de violencia de género.
Es importante diferenciar que en una relación saludable cierto nivel de inestabilidad es natural, ya que en estas, las inconsistencias y diferencias se comunican asertivamente y se resuelven y hay un equilibro sano entre dar y recibir: existe un respeto propio y mutuo en la relación. En el caso de la dinámica de las relaciones abusivas con refuerzo intermitente, estas inconsistencias son una estrategia de manipulación y abuso emocional intencionales que sirven para controlar y confundir a la víctima. En los momentos favorables de la relación se experimenta bienestar, unión y reciprocidad; pero de repente y de forma ocasional se da distanciamiento, falta de afecto y atención sin motivos aparentes para que esto ocurra; así cómo episodios de violencia, generalmente verbal y/o ambiental. Esta repetición de conductas puede causar dependencia emocional y adicción hacia la persona que a veces ofrece su buen comportamiento, cariño y atención; y otras veces las niega sin explicación de forma fría y distante. 
El refuerzo intermitente en las relaciones de maltrato y abusivas es efectivo porque las "recompensas" (que pueden ser cualquier cosa: desde que la relación vuelva a ser normal y no un infierno, un gesto mínimo de afecto, un obsequio material (reforzadores secundarios) y hasta muestras de remordimiento por parte de la persona abusadora) se dan intermitentemente a la víctima durante todo el ciclo de abuso, por lo que vive inmersa en un agonizante y desesperante círculo vicioso de esperanza y decepción que es muy difícil de romper. Esto mantiene a la víctima en un estado de anhelo de recibir un afecto, cuidados y amor que se dan en pequeñas dosis y de forma infrecuente, por lo que se puede adentrar en un bucle frustrante, doloroso, desgarrador y emocionalmente agotador perdonando y olvidando constantemente las situaciones de abuso, aferrada a la ilusión de que las cosas mejoren y volver a la fase "buena" del ciclo de abuso.

### Ejemplos
- Dosis de cariño y atención variado con episodios de desprecio y desaprobación
- Dosis de amor variado con indiferencia y reproches
- La persona abusadora reaparece amable y cariñosa como si no hubiese pasado nada después de haber estado un tiempo reclamando su atención o después de un episodio de violencia[6][7]

### Secuelas del refuerzo intermitente en las relaciones de pareja abusivas
- Afectaciones en el autoestima
- Incertidumbre constante y desesperación
- Distorsión sobre el concepto del amor, arraigado al dolor y la necesidad de validación constante
- Dependencia emocional hacia la persona abusadora
- Vínculo traumático con la persona abusadora: dificultad extrema o incapacidad de la víctima para salir de la relación
- A largo plazo, puede producir ansiedad crónica, depresión e incluso trastorno de estrés postraumático (TEPT)[1][3][8][9]

### Testimonios de víctimas y/o supervivientes
Todo el mundo dice que es muy fácil irte de dónde te maltratan, pero eso es por que ellos viven en la realidad. A las víctimas nos distorsionan la  realidad mediante muchos mimos y atenciones combinados con crueldades. Llega un punto donde no sabía si él era bueno o malo, y siempre estás esperando que aparezca la versión buena.
Víctima anónima

Tengo miedo al dolor del duelo, pero también sufrir el maltrato es muy parecido a morir despacio. Sobre todo cuando te quieren unos días y otros no, parece que me han cambiado de persona, ¡era otr@!. Llevo 4 años así y siempre me digo que ya está y que nunca más.
Víctima anónima.